# Huhtasaari (ö i Norra Österbotten)
Huhtasaari är en ö i Finland. Den ligger i Pyhäjoki älv och i kommunen Oulais i den ekonomiska regionen  Ylivieska ekonomiska region  och landskapet Norra Österbotten, i den centrala delen av landet, 500 km norr om huvudstaden Helsingfors. Öns area är 0,9 hektar och dess största längd är 310 meter i öst-västlig riktning.